# Hermann von Oppeln-Bronikowski
Pour les autres membres de la famille, voir Famille von Oppeln-Bronikowski.
Pour les articles homonymes, voir Oppeln et Bronikowski.
Hermann Leopold August von Oppeln-Bronikowski (né le 2 janvier 1899 à Berlin, mort le 19 septembre 1966 à Gaißach, Bavière) est un général allemand, champion olympique d'équitation.

## Biographie
Hermann est le fils du général prussien Hermann von Oppeln-Bronikowski (1857-1925) et de son épouse Marianne, née Boehmer (1878–1971). En 1917, durant la Première Guerre mondiale, Hermann von Oppeln-Bronikowski, issu d'une ancienne famille noble prussienne, est entré à l'âge de 17 ans, en tant que volontaire, dans le 10e régiment d'uhlans (pl). Il combat d'abord sur le front russe, puis en France, dans la région de Champagne et d'Argonne. Il termine la guerre avec le grade de lieutenant. 
Après la guerre, il intègre la Reichswehr comme officier de cavalerie et, lors des Jeux olympiques d'été de 1936 à Berlin, il obtient la médaille d'or en dressage (équitation) par équipe.
Au début de la Seconde Guerre mondiale (1939), il commande la compagnie de reconnaissance de la 24e division d'infanterie durant la campagne de Pologne. Après une affectation à l'état major du commandement suprême de l'armée de terre (Oberkommando des Heeres), Oppeln-Bronikowski rejoint l'état-major de la 4e Panzerdivision sur le front russe.
Après avoir été blessé en 1943, Oppeln-Bronikowski prend au mois d'octobre de la même année le commandement du 22e régiment blindé de la 21e Panzerdivision qui se trouve alors en France, en Normandie. Après le débarquement des Alliés, son régiment participe aux combats autour de la ville de Caen et parvient à se dégager de la poche de Falaise. Le 28 juillet 1944, Oppeln-Bronikowski, alors colonel (Oberst), obtient les feuilles de chêne pour sa croix de chevalier de la croix de fer. En octobre de la même année il obtient le commandement de la 20e Panzerdivision et, le 30 janvier 1945, il est nommé au grade de Generalmajor (général de brigade). Durant les derniers mois de la guerre, sa division participe aux combats défensifs en Hongrie et sur le front de l'Oder avec beaucoup de bravoure, ce qui lui vaut de se voir remettre la croix de chevalier de la croix de fer avec feuilles de chêne et glaives. Le 8 mai 1945 il dissout les restes de sa division et après une brève captivité, il retrouve la liberté en 1947.
Après la guerre il participe, en tant que consultant civil, à la reconstitution de l'armée allemande (Bundeswehr) et il officie comme entraîneur au sein de l'équipe canadienne de dressage (équitation) lors des Jeux olympiques d'été de 1964 à Tokyo. Hermann von Oppeln-Bronikowski est décédé en 1966.